# Hiroyuki Morioka
Hiroyuki Morioka (森岡浩之, Morioka Hiroyuki) (Hyōgo, 2 de março de 1962) é um novelista japonês.
Em 1996, ele publicou seu primeiro romance longo em três volumes, Seikai no Monshou ("Brasão das Estrelas"). No ano seguinte a obra foi agraciada com o Seiun Award na Convenção Japan SF. Ele lançou sua sequência Seikai no Senki, na qual afirmou que Seikai no Monsho era na verdade uma abertura para Seikai no Senki.